# Karita Mattila

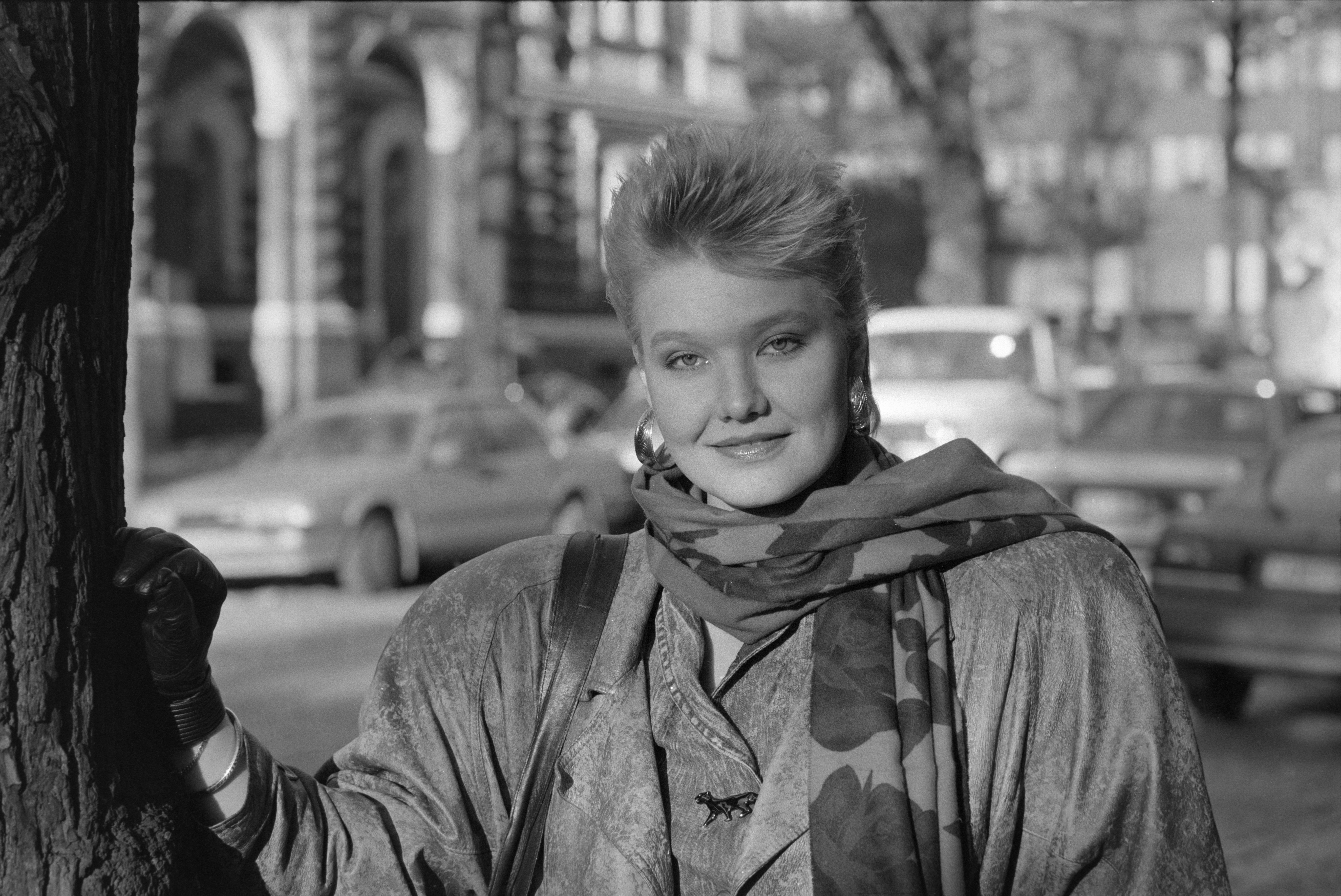
Mattila (1988)

Karita Mattila (* 5. September 1960 in Somero, Finnland) ist eine finnische Opernsängerin (Sopran).

## Leben und Wirken
Sie absolvierte die Sibelius-Akademie in Helsinki und setzte ihre Studien zuerst in Finnland bei Liisa Linko-Malmio und danach in London bei Vera Rozsa fort. 1983 gewann sie den Gesangswettbewerb Cardiff Singer of the World.
Mattila debütierte 1986 in der Royal Opera House Covent Garden als Fiordiligi in Così fan tutte von W.A. Mozart. Seither trat sie mit renommierten Orchestern und bekannten Dirigenten wie etwa Claudio Abbado, James Levine und Zubin Mehta auf. Sie übernahm Rollen an führenden Opernhäusern weltweit, etwa an der Royal Opera House, London, der Wiener Staatsoper, der Mailänder Scala oder an den Opern in Paris, Hamburg, Salzburg, Chicago sowie an der Metropolitan Opera, New York. Zu ihren Rollen gehören Rollen unter anderem die Elisabeth in Verdis Don Carlos, die Elsa in Wagners Lohengrin und die Titelpartie in Salome von Richard Strauss.
Sie gewann eine Reihe von Preisen, so erhielt sie 1998 einen Grammy. Auch 2004 wurde eine Einspielung der Oper Jenufa, bei der sie mitwirkte, mit einem Grammy für die beste Opernaufnahme gewürdigt. Musical America wählte sie 2005 zur Musikerin des Jahres.
2005 sang sie in London Amelia in Un ballo in maschera, im Herbst 2006 gab sie ihr Rollendebüt als Tosca in Helsinki. 2007 und 2008 hatte sie Erfolge u. a. als Jenufa an der MET und in Washington, sang Leonore in London, Manon Lescaut an der MET sowie das für sie komponierte Musikstück Mirage von Kaija Saariaho. 2009 sang sie u. a. Tatjana an der MET sowie Leonore am Teatre Liceu in Barcelona. Im Herbst 2009 eröffnete sie mit großem Erfolg die neue Spielzeit 2009/10 der MET New York mit einer Neuproduktion von Tosca, eine ihrer Glanzrollen, unter der Regie von Luc Bondy. Die Tosca sang sie 2010 an der Seite von Jonas Kaufmann bei den Münchner Opernfestspielen.

## Diskografie

### Alben
- Verdi Don Carlos EMI
- Janáček Jenufa Erato
- Mozart Don Giovanni Philips
- Mozart Così fan tutte Philips
- Mozart Requiem Deutsche Grammophon
- Weber Der Freischütz Philips
- Wagner Die Meistersinger von Nürnberg Decca
- Strauss Vier letzte Lieder Deutsche Grammophon
- Sibelius Songs Ondine
- Bruckner Große Messe F-Moll Philips
- Bernstein Symphonie No. 3 Elatus
- Schumann Szenen aus Goethes Faust Sony
- Schönberg Gurrelieder EMI
- Saariaho Notes on Light / Orion / Mirage Ondine
- German Romantic Arias Erato
- Opera Arias Philips
- Arias & Scenes Erato
- Karita’s Christmas Ondine
- Songs to the Sea Ondine
- From the Heart of Finland Ondine
- Best of Evergreens Ondine
- Wild Rose (Ondine, FI: Gold)
- Wonderful (Ondine, FI: Platin)
- 1996: Sydän Suomessa
- 1998: Lauluja merelle
- 2000: Live!
- 2003: Karitan joulu
- 2004: Grieg & Sibelius Songs
- 2005: Excellence - The Artistry of Karita Mattila
- 2007: Fever
- 2010: The Irresistible Karita Mattila

### Videoalben
- Verdi Don Carlos Warner
- Puccini Manon Lescaut EMI
- Wagner Die Meistersinger von Nürnberg Deutsche Grammophon
- Beethoven Fidelio Deutsche Grammophon
- Verdi Simon Boccanegra Arthaus
- Puccini Tosca Virgin Classics
- Strauss Salome Sony